# Circinotrichum
Circinotrichum is een geslacht van schimmels behorend tot de familie Xylariaceae. De typesoort is Circinotrichum maculiforme.

## Soorten
Volgens Index Fungorum telt het geslacht 16 soorten (peildatum april 2023):
| Soortnaam                    | Auteur(s)                                                            | Publicatiejaar |
| ---------------------------- | -------------------------------------------------------------------- | -------------- |
| Circinotrichum britannicum   | P.M. Kirk                                                            | 1981           |
| Circinotrichum chathamiense  | McKenzie                                                             | 1993           |
| Circinotrichum cochinense    | V.G. Rao & Varghese                                                  | 1988           |
| Circinotrichum cycadis       | Crous & R.G. Shivas                                                  | 2014           |
| Circinotrichum falcatisporum | Piroz.                                                               | 1962           |
| Circinotrichum flagelliforme | Zucconi & Onofri                                                     | 1986           |
| Circinotrichum flexuosum     | K.G. Karand., S.M. Kulk. & Patw.                                     | 1992           |
| Circinotrichum maculiforme   | Nees                                                                 | 1816           |
| Circinotrichum obscurum      | (Corda) S. Hughes                                                    | 1958           |
| Circinotrichum olivaceum     | (Speg.) Piroz.                                                       | 1962           |
| Circinotrichum palmicola     | Joanne E. Taylor, K.D. Hyde & E.B.G. Jones                           | 2003           |
| Circinotrichum papakurae     | S. Hughes & Piroz.                                                   | 1971           |
| Circinotrichum ponmudiense   | Varghese & V.G. Rao                                                  | 1978           |
| Circinotrichum poonense      | Piroz. & S.D. Patil                                                  | 1970           |
| Circinotrichum rigidum       | B. Sutton                                                            | 1980           |
| Circinotrichum sinense       | D.W. Li, Neil P. Schultes, Jing Y. Chen, Yi X. Wang & R.F. Castañeda | 2017           |